# Liste auf den Azoren vorhandener Dampflokomotiven
Dies ist eine Liste erhaltener Dampflokomotiven auf den Inseln der Azoren.

## Lokomotiven mit Breitspur 2140 mm (84,25 Zoll)
| Foto | Nummer oder Name               | Bauart / Achsfolge | Hersteller | Fabrik-nr. | Baujahr | Historie | Eigentümer / Betreiber / Strecke | Bemerkungen |
| ---- | ------------------------------ | ------------------ | ---------- | ---------- | ------- | -------- | -------------------------------- | ----------- |
|      | Port of Azores Authority No. 2 | B                  | Hawthorne  | 766        | 1883    |          | Portos dos Acores HQ             | [ 1 ]       |
|      | Port of Azores Authority No. 3 | B t                | Falcon     | 165        | 1888    |          | Portos dos Acores HQ             | [ 2 ]       |